# Лисиненко Ігор Васильович
Ігор Васильович Лисиненко (нар. 18 травня 1962 року, Полтавська область, СРСР) — російський підприємець, засновник та основний власник чаєфасувальної компанії «Май», член координаційної ради «Ділової Росії».

## Біографія
У 1988 році закінчив Військовий інститут іноземних мов, у якому навчався протягом семи років. Під час навчання брав участь у бойових діях в Афганістані протягом двох років, нагороджений бойовим орденом Червоної Зірки. 1989 року обраний головою ради афганців Севастополя і потім секретарем Севастопольського міськкому комсомолу.
У травні 1991 року заснував компанію «Май», був генеральним директором до грудня 1997 року.
У грудні 1997 обраний депутатом Московської міської Думи II скликання по 19 виборчому округу, був заступником голови бюджетно-фінансової комісії. У грудні 1999 року обраний депутатом Державної Думи III скликання за 196 виборчим округом у Москві, був заступником голови комітету з власності. Член фракції «Єдність - Єдина Росія».
У січні 2000 року став організатором створення та головою міжфракційного депутатського об'єднання «Ділова Росія», що складався з 58 депутатів Держдуми, які мали досвід підприємницької діяльності.
У травні 2001 року став організатором створення і обійняв посаду першого голови загальноросійської громадської організації «Ділова Росія». Через 2 роки склав із себе повноваження голови, щоб дати можливість іншим підприємцям проявити себе в керівництві організацією. У грудні 2003 року після закінчення повноважень депутата Держдуми повернувся на посаду голови ради директорів «Мая».
Пройшов навчання у бізнес-школах «Мірбіс», IMD, INSEAD, Harvard Business School. Кандидат соціологічних наук, тема дисертації - "Соціологія підприємництва", доктор економічних наук  (тема дисертації - "Торгівельно-промислові групи").

## Особисте життя
Одружений, проживає з родиною в Любліно.